# Східні обіцянки (фільм)
«Східні обіцянки» в українському прокаті йшов під назвою «Порок на експорт» (англ. Eastern Promises) — гостросюжетний фільм канадського режисера Девіда Кроненберга, присвячений життю російських злодіїв у законі в Лондоні. У головних ролях — Вігго Мортенсен, номінований за неї на премії «Оскар» та «Золотий глобус», Наомі Воттс та Венсан Кассель.

## Зміст
Лондон — «місто повій і голубих». Так вважає Семен — один із представників злодюг з СРСР, що влаштувався в Англії. Тому він не ускладнює собі життя моральними рамками, займаючись усіма послугами кримінального бізнесу — від дитячої проституції та торгівлі наркотиками до вбивств. Однак колишня батьківщина Семена експортувала не тільки пороки. Потрапляли в Лондон і чесні люди, які ставилися до нового світу зовсім з інших позицій. Цього Семен не врахував.

## Знімання
Задовго до початку зйомок, ще в США, Вігго Мортенсен спілкувався з одним із колишніх російських ув'язнених, познайомився з блатним сленгом і розучував російські фрагменти сценарію, займаючись з викладачем Принстонського університету Станіславом Швабріним.
Фільм американського кінодокументаліста Алікс Ламберт «Печатка Каїна», а також «Енциклопедія російських кримінальних татуювань» Д. С. Балдаїва використовувалися Мортенсеном для створення образу Миколи Лужина. Ближче до знімання Мортенсен кілька днів провів у Санкт-Петербурзі, Москві та Єкатеринбурзі, щоб побачити батьківщину його екранного персонажа. Під час знімання у Лондоні наставником Вігго з російської вимови і екранної поведінки був актор Олег Федоров, виконавець епізодичної ролі татуювальника. Своєю чергою гример фільму Стефан Дюпуа на початку майже кожного знімального дня протягом двох годин покривав Мортенсена накладними злодійськими татуюваннями.

## Ролі
| Актор              | Роль               |
| ------------------ | ------------------ |
| Вігго Мортенсен    | Микола Лужин       |
| Наомі Воттс        | Анна               |
| Венсан Кассель     | Кирило             |
| Армін Мюллер-Шталь | Семен              |
| Шинейд К'юсак      | Елен               |
| Дональд Самптер    | Юрій               |
| Єжи Сколімовський  | Степан             |
| Олег Федоров       | татуювальник       |
| Майкл Сарн         | Валерій            |
| Девід Папава       | чеченець           |
| Юрій Климов        | російський мафіозі |
| Борис Ісаров       | російський мафіозі |
| Тереза Србова      | Кириленко          |
| Анджей Борковсій   | Циган              |
| Тамер Гассан       | чеченець           |

## Сексуалізація насильства
Кроненберг визначив фільм як «гомоеротичний трилер», натякаючи на те, що кримінальний світ згуртовують витіснення потягу гомосексуальної властивості. Він схарактеризував Миколу та Кирила як «гарячу парочку»: Микола свідомо намагається «охмурити» Кирила, знаючи, що той — латентний гей. Секс між чоловіком і жінкою показано в холодних тонах, в той час як сцени насильства подані як пристрасна близькість. «Братки близькі один до одного до інтимності», — міркує Кроненберг про витіснену гомосексуальному потязі, на якому будуються закриті чоловічі колективи, від футбольних команд до військових організацій (улюблена думка Жижека). "Я не мав наміру знімати фільм у дусі «Борна», — пояснює режисер причини, що змусили його підкреслити прихований еротизм чоловічої боротьби.
За зауваженням критика Джим Гоберман, «гомоеротичний підтекст прориває греблю і майже запруджують екран у парній лазні, де, напевно, не менше тижня довелося знімати приголомшливу сцену боротьби голяка».

## Реліз
Прем'єра відбулася на Торонтському фестивалі 8 вересня 2007 року; фільм був удостоєний призу глядацьких симпатій. Картина відкривала кінофестиваль у Сан-Себастьяні 2007 року і брала участь в основному конкурсі. «Порок на експорт» номінувався на «Золотий глобус» за трьома номінаціями («найкращий драматичний фільм», «найкраща акторська робота», «найкраща музика»); на «Оскар» був номінований Вігго Мортенсен як найкращий актор. У обмежений російський кінопрокат фільм вийшов 4 жовтня 2007 року.

## Оцінки критиків
Західні кінокритики захоплено зустріли акторську роботу Мортенсена. Кінокритик Роджер Еберт у своїй рецензії виставив стрічці максимально можливу оцінку (4 зірок з 4). Джим Гоберман зазначив, що за доступною фабулою ховається щось набагато темніше і дивніше; Джонатан Розенбаум уточнив, що атмосфера заряджена гомоеротикою. Ентоні Скотт виділив нео-нуарову роботу оператора Пітера Сушицького: «Відполіровані дощем лондонські вулиці зняті в похмурих тонах, перетворюючи місто на щось животрепетне і зловісне». Крім Джима Гобермана, такі авторитетні кінокритики, як Манола Даргіс та Пітер Треверс, включили «Порок на експорт» в число 3-4 найкращих фільмів року.

## Касові збори
За період прокату в Україні, що розпочався 15 листопада 2007 року, фільм зумів зібрати $83.7 тис. касових зборів, що дозволило фільму посісти 119 місце серед найбільш касових фільмів України 2007 року.
Загалом глобальний бокс-офіс стрічки склав $56.1 млн.